# La Queue du diable
La Queue du diable (Small Potatoes) est le 20e épisode de la saison 4 de la série télévisée X-Files. Dans cet épisode, plusieurs bébés naissent dotés d'une queue dans une petite ville, et Mulder et Scully découvrent que leur père est un homme capable de changer d'apparence.
Vince Gilligan a écrit cet épisode pour se prouver qu'il pouvait aussi signer des scénarios légers. Il a été favorablement accueilli par la critique, qui a salué son ton humoristique.

## Résumé
À Martinsburg, en Virginie-Occidentale, cinq enfants naissent avec des queues en l'espace de trois mois. Mulder et Scully interrogent Amanda Nelligan, la mère du dernier, et celle-ci leur affirme que le père de son bébé est Luke Skywalker. Une analyse d'ADN démontre que les cinq enfants ont le même père, et les parents portent alors le blâme sur le docteur qui a procédé à l'insémination artificielle des quatre autres mères. Mais Mulder remarque que le concierge du parc médical a une cicatrice dans le bas du dos. Il l'arrête après une brève poursuite et il s'avère que le concierge, Eddie Van Blundht, est bien le père des cinq enfants. Van Blundht prétend n'avoir causé de tort à personne et refuse de révéler comment il a procédé. Scully pense qu'il a utilisé la drogue du violeur alors que Mulder se pose des questions.
Van Blundht s'échappe en prenant l'apparence puis en assommant le policier qui prenait sa déposition. Mulder et Scully rendent visite à son père, un ancien artiste de cirque doté lui aussi d'une queue. Les deux agents s'aperçoivent qu'il s'agit en fait d'Eddie, et celui-ci s'enfuit et leur échappe. Van Blundht se réfugie chez l'une des femmes qu'il a fécondées en prenant l'apparence de son mari. Quand ce dernier arrive à l'improviste, il se métamorphose en Mulder et s'en va. Pendant ce temps, Mulder et Scully découvrent le corps momifié du père d'Eddie. L'autopsie de Scully révèle qu'il possédait un muscle supplémentaire, entourant son derme, et Mulder pense que c'est ce muscle qui permet à Van Blundht de changer d'apparence.
Van Blundht, toujours sous la forme de Mulder, rend visite à Amanda. Celle-ci lui raconte qu'elle est sortie avec Van Blundht quand ils étaient au lycée mais que c'était un raté. Van Blundht, dépité, s'en va. Le véritable Mulder arrive juste après et, comprenant ce qui se passe, part à la recherche de Van Blundht. Ce dernier l'assomme et l'enferme dans la chaufferie. Toujours sous la forme de Mulder, il annonce à Scully que cette affaire est une perte de temps et ils rentrent à Washington.
Scully et le faux Mulder font leur rapport à Skinner. En se rendant au bureau puis à l'appartement de Mulder, Van Blundht est surpris de voir à quel point il semble lui aussi être un raté. Le soir, Van Blundht arrive à l'improviste chez Scully avec une bouteille de vin. Ils discutent à cœur ouvert et, séduite par cet aspect de la personnalité de Mulder qu'elle ne connaissait pas, et un peu ivre, Scully est sur le point de l'embrasser quand le véritable Mulder survient. Van Blundht est arrêté, et Mulder lui rend visite quelque temps plus tard en prison. Van Blundht, qui ne peut plus se métamorphoser en raison des relaxants musculaires qu'on lui fait prendre, conseille à Mulder de mieux profiter de la vie.

## Distribution
- David Duchovny : Fox Mulder
- Gillian Anderson : Dana Scully
- Mitch Pileggi : Walter Skinner
- Darin Morgan : Eddie Van Blundht
- Christine Cavanaugh : Amanda Nelligan
- Lee de Broux : Eddie Van Blundht Senior

## Production
Vince Gilligan, qui n'a signé jusqu'ici pour la série que des scénarios au ton plutôt grave, décide d'écrire un épisode à l'ambiance plus légère pour ne pas se faire une réputation de scénariste d'histoire sombres. Il souhaite également alléger le ton général de la quatrième saison, qui comporte beaucoup d'épisodes tristes, notamment en relation avec le cancer de Scully. Avec l'approbation de Chris Carter, Gilligan demande à Darin Morgan, qui a écrit quatre épisodes des deux saisons précédentes de la série avant de la quitter, d'interpréter le personnage d'Eddie Van Blundht. Il a en effet écrit ce rôle spécifiquement pour lui car il connaît Morgan depuis l'époque où ils étudiaient à l'université Loyola Marymount et il le considère comme un bon acteur de comédie.
Dans la première version du script, les bébés naissaient avec des ailes au lieu d'une queue. Ce détail est modifié dans la version finale car Gilligan considère que les queues sont plus amusantes et plus mignonnes, sans compter que des ailes auraient été plus difficiles à ajouter en postproduction. Les queues sont créées par imagerie numérique, une marque verte étant peinte sur le bas du dos des bébés pour servir de repère. Les acteurs prennent beaucoup de plaisir à tourner l'épisode, que David Duchovny qualifie de « formidable et très amusant à tourner ». Gilligan complimente les deux acteurs principaux pour leur performance de duo comique dans l'épisode.

## Accueil

### Audiences
Lors de sa première diffusion aux États-Unis, l'épisode réalise un score de 13 sur l'échelle de Nielsen, avec 20 % de parts de marché, et est regardé par 20,86 millions de téléspectateurs.

### Accueil critique
La critique a accueilli favorablement cet épisode. Dans leur livre sur la série, Robert Shearman et Lars Pearson lui donnent la note de 5/5, évoquant un scénario très bien écrit qui, en plus d'être amusant, jette un regard critique sur le personnage de Mulder, et louant l'interprétation « appropriée » de Darin Morgan. Rob Bricken, du site Topless Robot, le classe à la 8e place des épisodes le plus drôles de toute la série. Le magazine Empire le classe à la 11e place des meilleurs épisodes de la série, mettant en avant l'interprétation de David Duchovny, qui « saisit à la perfection l'essence du scénario dans son rôle du faux Mulder ». Le site The A.V. Club le classe parmi les 10 meilleurs épisodes de la série, Todd VanDer Werff lui donnant la note de A et estimant que Vince Gilligan a écrit par la suite de meilleurs scénarios mais qu'aucun n'est « aussi naturellement enjoué et inventif » que celui-ci.
Paula Vitaris, de Cinefantastique, lui donne la note de 4/4, louant son humour et le style d'écriture de Vince Gilligan pour sa capacité à se mettre « dans la tête de ses personnages ». Pour John Keegan, de Critical Myth, qui lui donne la note de 9/10, l'épisode constitue « une merveilleuse pause » au sein d'une saison très sombre et « l'interprétation toute en nuances » de David Duchovny est l'une de ses meilleures de la série. Le site Le Monde des Avengers évoque un « véritable festival de gags et d’effets comiques particulièrement réussis » qui « atteint une nouvelle dimension grâce au passionnant et finalement très subtil » personnage d'Eddie Van Blundht, et où David Duchovny délivre une interprétation « proprement époustouflante ».
Parmi les critiques plus mitigées, Meghan Deans, du site Tor.com, estime que « la construction imparfaite de l'épisode diminue la valeur de ce qui aurait pu être l'une des démonstrations les plus affectueuses d'auto-parodie de toute la série » et que, malgré l'humour de l'épisode, surtout dans sa deuxième moitié, le fait de vouloir rendre sympathique le personnage d'Eddie Van Blundht alors qu'il demeure un violeur est assez perturbant. Cyriaque Lamar, du site io9, considère que l'épisode est « assurément amusant » mais qu'Eddie Van Blundht est l'un des 10 « monstres de la semaine » les plus ridicules de la série.

## Commentaires
- Dans cet épisode, il est souvent question de looser.